# Ernest Riffe
Ernest Riffe var den pseudonym som Ingmar Bergman använde när han skrev i tidskriften Chaplins så kallade anti-Bergmannummer, nr 8, 14 november, 1960. Artikeln "Bergmans ansikte" innehåller den vanliga kritiken mot Bergman fast dragen till sin absoluta spets. Bergman har senare hävdat att han tog namnet från en frisör som i Paris klippt hans fru och gett henne en mycket ful frisyr.